# Gospodărirea apelor
Gospodărirea apelor este o ramură a hidrotehnicii care are ca obiect interinfluența dintre om și apele din natură. Obiectul acestei activități este atât omul cât și orice altă formă de viață, iar scopul în care ea se desfășoară este acela de a asigura confortul  și siguranța vieții tuturor. 
Ea se ocupă cu studiul ansamblului de lucrări, măsuri și activități necesare pentru:
- asigurarea necesarului de apă atât pentru viața umană, cât și pentru cea vegetală sau animală

- prevenirea surplusului de apă prin lucrări de combatere a inundațiilor, desecări, combaterea alunecărilor de teren ...
- prevenirea deficitului de apă prin lucrări de regularizări a cursurilor existente, irigații, crearea de poldere (rezervoare naturale de apă) ...;

- conservarea resurselor de apă pentru generațiile viitoare;

Gospodărirea apelor se mai numește (în special pentru generațiile de după 89) și managementul apelor. Cu toții cunoaștem sensul de management = gopodărire, fiecare urmând să folosească etimologia dorită.
În țara noastră, pentru asigurarea unui management optim al apelor, s-au delimitat marile bazine hidrogrografice și au fost create administrații bazinale de apă, care au tocmai scopul de a gospodări ansamblul apelor din acel bazin. Fiecare administrație are un regulament bazinal de exploatare, în care cuprinde toate lucrările care sunt făcute sau de făcut în cadrul acelui bazin, debitele în diferite puncte critice ale bazinului, unde s-au așezat stații hidrometrice. Acest regulament conferă o exploatare judicioasă a rezervei de apă, în așa fel încât să fie asigurat scopul administrației, cel de a manageria / a gospodări apele.
Una dintre cele dintâi manifestări ale dorinței de a manageria apele aflată pe actualul teritoriu al României este canalul Timiș-Bega, operă hidrotehnică ce datează din anul 1732 .

## Considerente etimologice
Cuvântul gospodărire derivă din termenul slavon gospodar cu semnificația de suveran. Voievozii țărilor române aveau titlul de domn care indica puterea voievodului și de gospodar  (adesea întâlnit în cronicile din Europa centrală sub forma de hospodar) care indica rolul de stăpân și cârmuitor al țării. În timp aceste titulaturi au trecut asupra populației, denumirea de domn (cu funcțiunea de putere politică) fiind preluată de populația urbană, iar cea de gospodar (cu funcțiunea de administrare, în special a pământului, care odinioară reprezenta principala formă de avuție), fiind preluată de populația rurală. De aceea, gospodarul este proprietarul gospodăriei, care, pe lângă faptul că își administrează proprietarea, are și puterea de a lua decizii care ar depăși competența unui arendaș neproprietar.
Recent au existat încercări de a înlocui termenul de gospodărire a apelor cu cel de management al apelor. 
Termenul englez de management , to manage înseamnă a mânui, a gospodări.

## Ramurile gospodăririi apelor
Principalele ramuri ale gospodăririi apelor, diferențiate după componentele din ciclul natural al apei, sunt:
- gospodărirea apelor atmosferice calorice
- gospodărirea apelor de suprafață,
- gospodărirea apelor subterane,
- gospodărirea  apelor oceanice și maritime,
- gospodărirea apelor ghețarilor și zăpezilor.

În cadrul fiecăreia dintre aceste ramuri se poate face distincție între:
- gospodărirea cantitativă a apelor
- gospodărirea calitativă a apelor.

O categorie aparte o constituie gospodărirea debitelor solide care se ocupă de materialele solide antrenate de ape.
Deoarece resursele de apă constituie o parte integrantă a mediului înconjurător, gospodărirea apelor este considerată adesea ca o ramură a gospodăririi mediului înconjurător.
Deoarece folosirea apelor este de multe ori legată de extragerea apei dintr-un punct al acestui ciclu și de restituția lor în alt punct al acestui ciclu, s-a dezvoltat un domeniu aparte, cel al ‘’gospodăririi apelor în cadrul folosințelor’’.
Deși gospodărirea apelor se concentrează în special asupra influenței exercitate de om asupra resurselor de apă, obiectul ei include și influența exercitată de apă, de obicei de anumite fenomene naturale, asupra activităților umane. Se referă la prognoza diferitelor fenomene care pot influența negativ activitățile umane și la luarea unor acțiuni care să reducă aceste efecte negative. Ansamblul acestor activități intră în domeniul gospodăririi dezastrelor provocate de ape, care se ocupă cu pregătirea pentru situațiile de dezastre, intervenția în momentul apariției dezastrelor și refacerea după trecerea dezastrelor.

## Gospodărirea apelor atmosferice

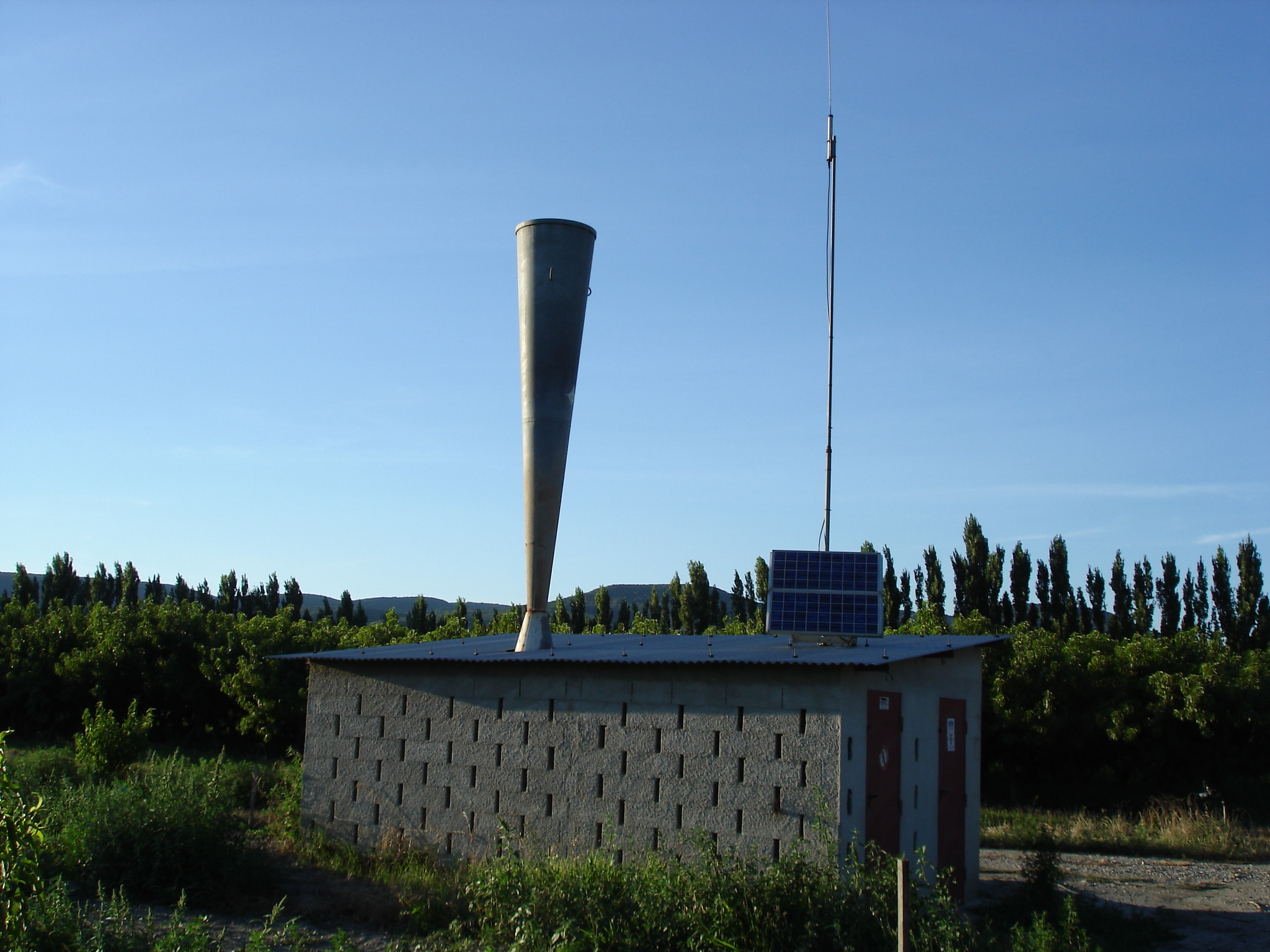
Instalație cu tun sonic de combatere a grindinii.

Gospodărirea apelor atmosferice are drept obiect apa din atmosferă, începând din momentul evaporației până în momentul revenirii lor pe sol, sub formă de precipitații. În practică, acțiunile de gospodărire a apelor atmosferice se concentrează doar asupra apei din atmosferă în formă condensată (nori, ceață). Unii specialiști consideră că gospodărirea apelor meteorice constituie o parte a meteorologiei aplicate.
Pentru satisfacerea cerințelor de apă ale folosințelor, cercetările din domeniul apelor atmosferice s-au concentrat asupra producerii forțate de ploaie prin însămânțarea norilor. Acest procedeu constă în dispersarea unor substanțe în nori, care să servească drept nuclee de condensare și să ajute la producerea de precipitații. Substanțele utilizate cel mai curent pentru producerea de precipitații sunt iodura de argint și gheața uscată (bioxid de carbon în stare solidă).
În domeniul combaterii acțiunilor dăunătoare ale precipitațiilor atmosferice, cele mai promițătoare acțiuni au avut drept scop aplicarea unor măsuri anti-grindină. În cadrul acestora se poate face distincția între;
- măsuri pasive, care nu opresc formarea grindinii, dar împiedică ajungerea ei pe culturile agricole (plase anti-grindină);
- măsuri active, care previn formarea grindinii (rachete anti-grindină, zboruri anti-grindină, tunuri sonice).

Alte acțiuni de combatere a acțiunilor dăunătoare au drept obiect dispersarea ceții.
Fenomenele de poluare atmosferică afectează nu numai calitatea aerului ci și cea a vaporilor de apă din atmosferă și produc efecte dăunătoare în urma antrenării diferitelor substanțe poluante de către vaporii de apă. Un exemplu ale unui asemenea fenomen îl constituie ploaia acidă, care se produce dacă apa atmosferică conține substanțe acide. În asemenea cazuri, sunt inițiate acțiuni de protecție a calității precipitațiilor în general care constau de obicei în împiedicarea pătrunderii acestor substanțe în atmosferă.

## Gospodărirea apelor de suprafață

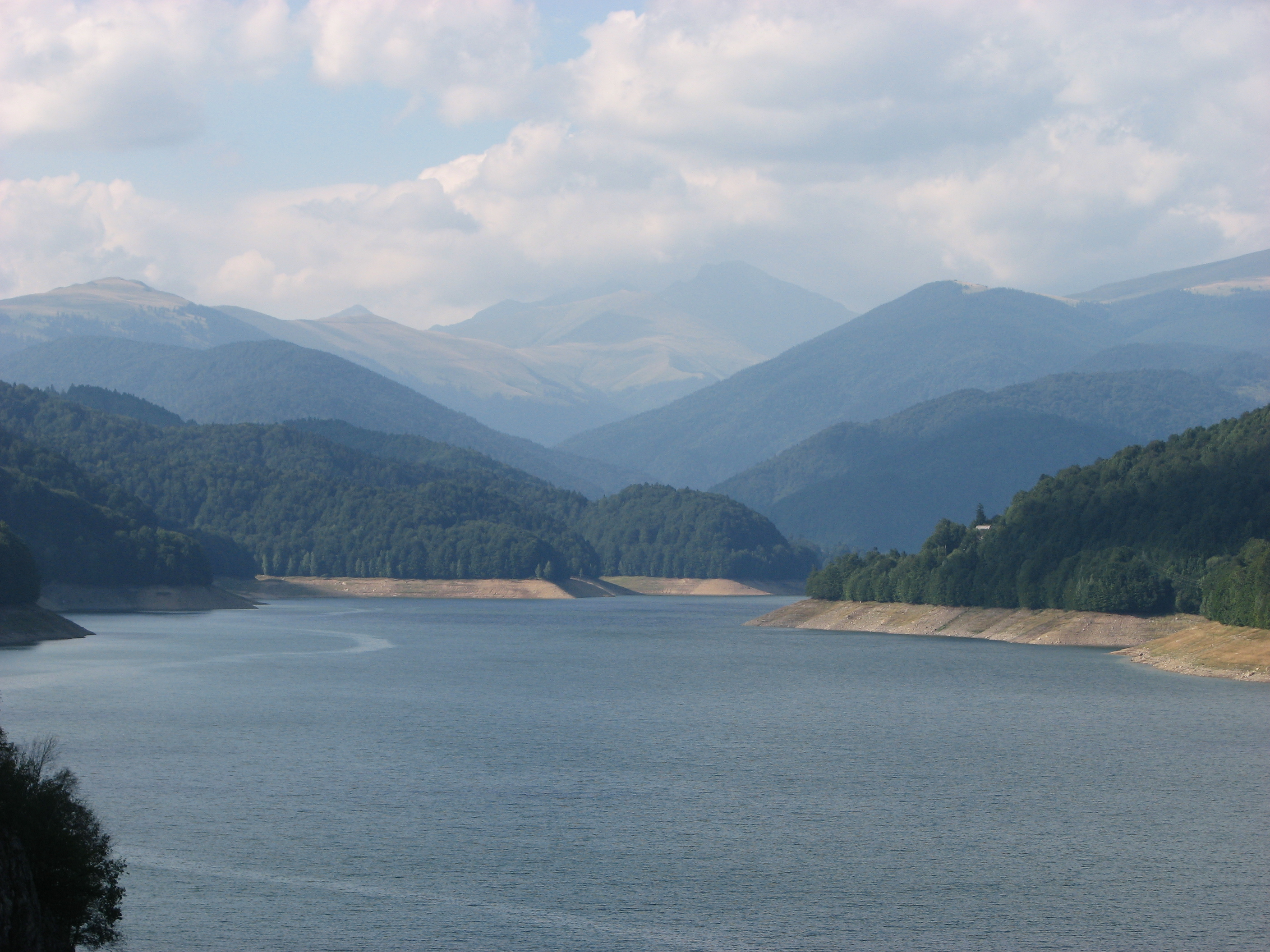
Lacul de acumulare Vidraru de pe râul Argeș (România).
Lacurile de acumulare care rețin apa în perioadele excedentare și le evacuează în perioadele deficitare constituie cel mai însemnat tip de lucrare de gospodărire a apelor pentru modificarea repartiției în timp a resurselor de apă

Gospodărirea apelor de suprafață are drept obiect toate formele de apă de la suprafața solului. La rândul ei, aceasta poate fi împărțită în:
- Gospodărirea apelor pe versanți,
- Gospodărirea apelor curgătoare de suprafață,
- Gospodărirea apelor stătătoare de suprafață,

### Gospodărirea apelor pe versanți
Gospodărirea apelor pe versanți se ocupă de scurgerea apelor pe versanți, înainte de a ajunge în cursurile de apă. Acest gen de scurgere este influențat în foarte mare măsură de modul de utilizare a solului. De aceea gospodărirea apelor se ocupă atât de alegerea acelor tipuri de folosințe care pot duce la efectul dorit asupra regimului resurselor de apă (în general, fie prin reținerea apei din precipitații pe aceste terenuri, fie prin reducerea vitezelor de scurgere), cât și de soluțiile care pot compensa efectele negative create de anumite tipuri de utilizare, de exemplu, a efectelor acoperirii cu materiale impermeabile (asfalt, beton etc.) a unor mari suprafețe în aglomerațiile urbane. Tot în preocupările acestei ramuri intră:
- acțiunile de combatere a eroziunii solului (privită ca măsură de reducere a debitelor solide ale cursurilor de apă) ;
- acțiunile de prevenire a alunecărilor de teren;
- combaterea și prevenirea inundațiilor provocate de viiturile torențiale, care se produc pe cursuri de apă mici, unde scurgerea pe versanți are ponderea majoră.

Din cauza interdependenței cu modul de utilizare a terenurilor, există o strânsă legătură între gospodărirea apelor pe versanți și alte discipline care se ocupă de folosințele respective cum sunt agricultura, silvicultura, sistematizarea teritoriului și altele. Deosebirea constă în faptul că disciplinele respective au ca obiect folosințele respective în sine, pe când gospodărirea apelor pe versanți face legătura între necesitatea de a asigura dezvoltarea acestor ecosisteme și felul în care această dezvoltare poate fi asigurată. 

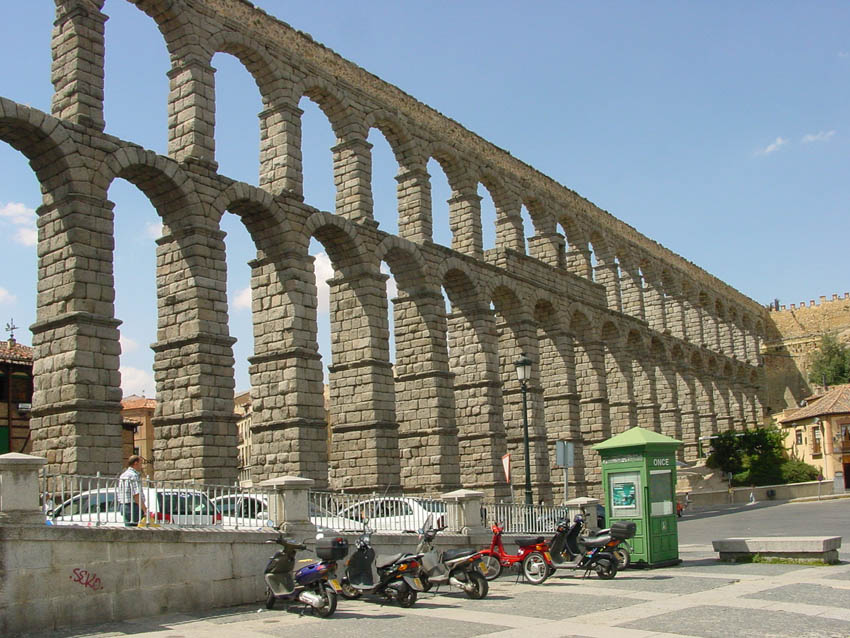
Apeductul roman de la Segovia (Spania).
Derivațiile de apă care captează apa din râurile care au resurse suficiente și le conduc spre zonele care nu dispun de resurse suficiente sunt lucrări de gospodărire a apelor utilizate încă din antichitate.

### Gospodărirea apelor curgătoare de suprafață.
Gospodărirea apelor curgătoare de suprafață are drept obiect cursurile de apă: pâraie, râuri și fluvii. Principala preocupare a acestei ramuri o constituie mijloacele de modificare a distribuției în timp sau pe teritoriu a resurselor de apă sau a caracteristicilor calitative ale apelor astfel încât să se ajungă la un regim sau o distribuție teritorială care pe de o parte să corespundă mai bine nevoilor diferitelor folosințe de apă sau altor obiective ale activității umane, iar pe de altă parte să reducă sau să elimine efectele dăunătoare ale apelor. Principalele mijloace prin care se realizează aceste efecte sunt:
- lacurile de acumulare, care înmagazinează apa în perioadele în care există un exces peste cerințe și care evacuează apele în perioadele deficitare în care resursele naturale sunt insuficiente, modificând astfel distribuția în timp a resurselor de apă;

- derivațiile, care preiau apa din cursurile de apă care au resurse de apă care depășesc cerințele și transportă această apă în alte cursuri de apă, ale căror resurse sunt insuficiente, modificând astfel distribuția în spațiu a resurselor de apă.

- îndiguirile, care limitează zonele care sunt acoperite permanent sau temporar de apele de suprafață, constituind de asemenea un mijloc de repartiție a resurselor de apă.

În acțiunile de gospodărire a apelor pentru satisfacerea folosințelor se poate face diferențierea între folosințele care nu impun extragerea de apă din cursuri de apă (piscicultura, navigația pe cursuri navigabile, amenajările hidroenergetice pe firul apei, etc.) și folosințe care extrag apa și o conduc la locul de folosire (alimentări cu apă ale populației sau industriale, irigații, amenajări hidroenergetice cu derivații, etc.). 

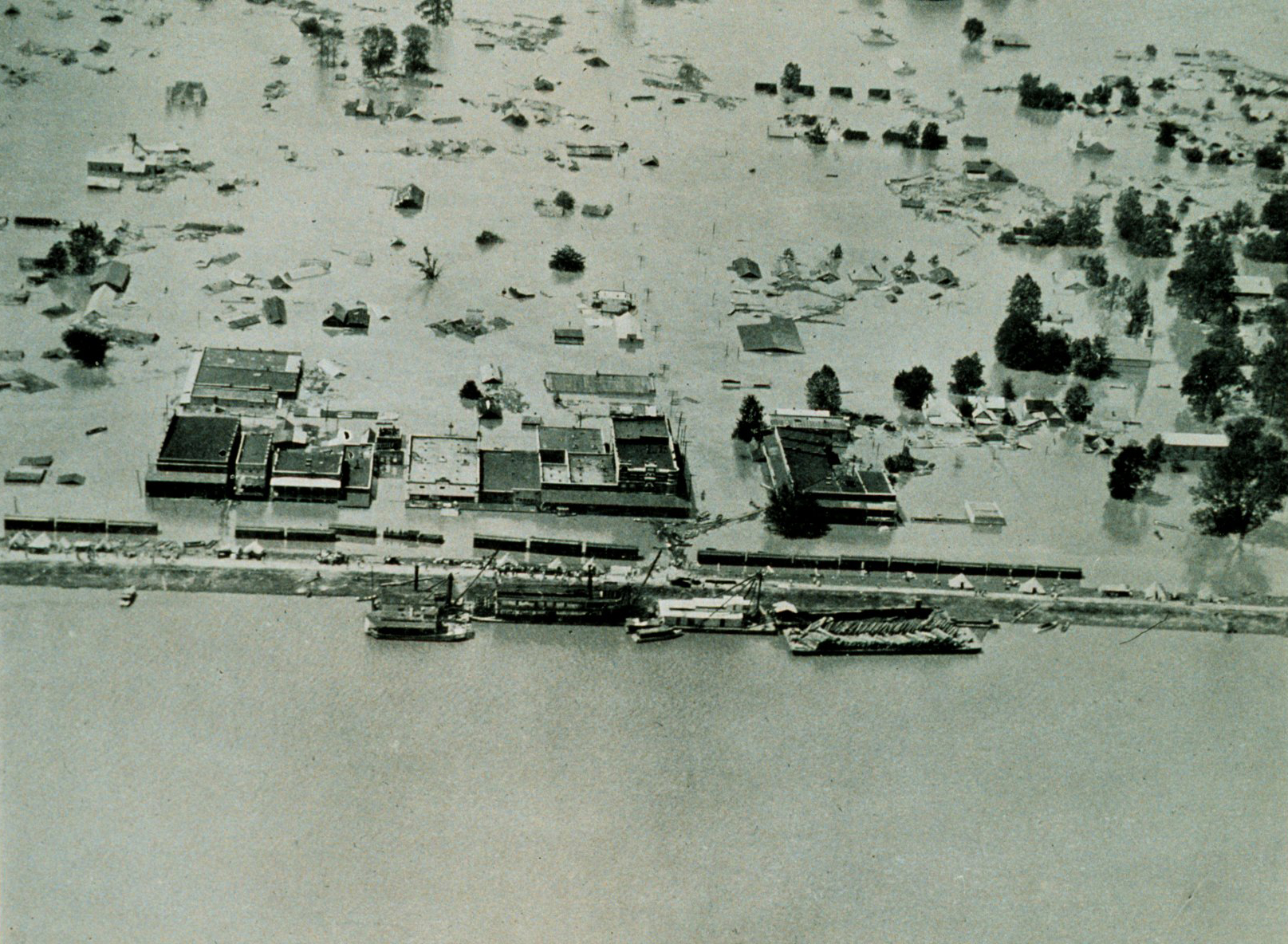
Inundații în zona orașului Arkansas City, în aval de confluență dintre râul Mississippi și râul Arkansas (Statele Unite ale Americii), 1927.
Inundațiile reprezintă cea mai des întâlnită acțiune dăunătoare a apelor de suprafață. Cu toate eforturile făcute în toate țările lumii, inundațiile continuă să producă pagube însemnate.

În domeniul „gospodăririi apelor pentru combaterea acțiunilor dăunătoare ale apelor de suprafață” se încadrează în primul rând lucrările și acțiunile de combatere a inundațiilor și cele de stabilizare și regularizare a albiilor. Totuși, din acest domeniu fact parte orice alte activități care elimină efecte neplăcute sau dăunătoare ale apelor. În definirea termenului de acțiune dăunătoare a apelor trebuie ținut seama de faptul că acțiunile apei nu sunt dăunătoare în sine, dar au efecte care efectează negativ activitățile umane din zonele afectate. Astfel, de exemplu, inundațiile nu sunt un fenomen dăunător decât în măsura în care afectează bunurile care se află în zonele de revărsare a apelor. De aceea, acțiunile de combatere a acțiunilor dăunătoare ale apelor pot avea două tipuri de soluții:
- soluții care elimină efectul apei asupra zonelor afectate;
- soluții care modifică activitățile umane care suferă din cauza efectului apelor.

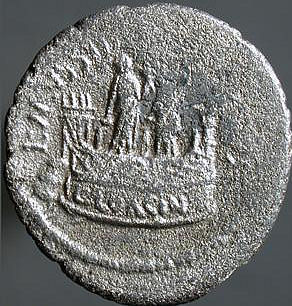
Dinar roman din anul 42 î.e.n. din timpul consulatului lui L. Mussidius Longus, reprezentând-o pe zeița Venus Cloacina.
Romanii utilizau apele pentru evacuarea deșeurilor. Marele canal de evacuare a deșeurilor din Roma antică se numea „Cloaca maxima”. La capătul acestuia, lângă forul roman, exista un templu al zeiței Cloacina sau Venus Cloacina în ipostaza de zeiță a curățeniei.

Revenind la exemplul inundațiilor, dacă un sat suferă din cauza revărsărilor unui râu, soluția care poate fi luată în considerare este fie apărarea satului prin executarea unui dig sau prin alte mijloace tehnice, fie mutarea satului într-un amplasament neinundabil, existând și alte soluții intermediare.

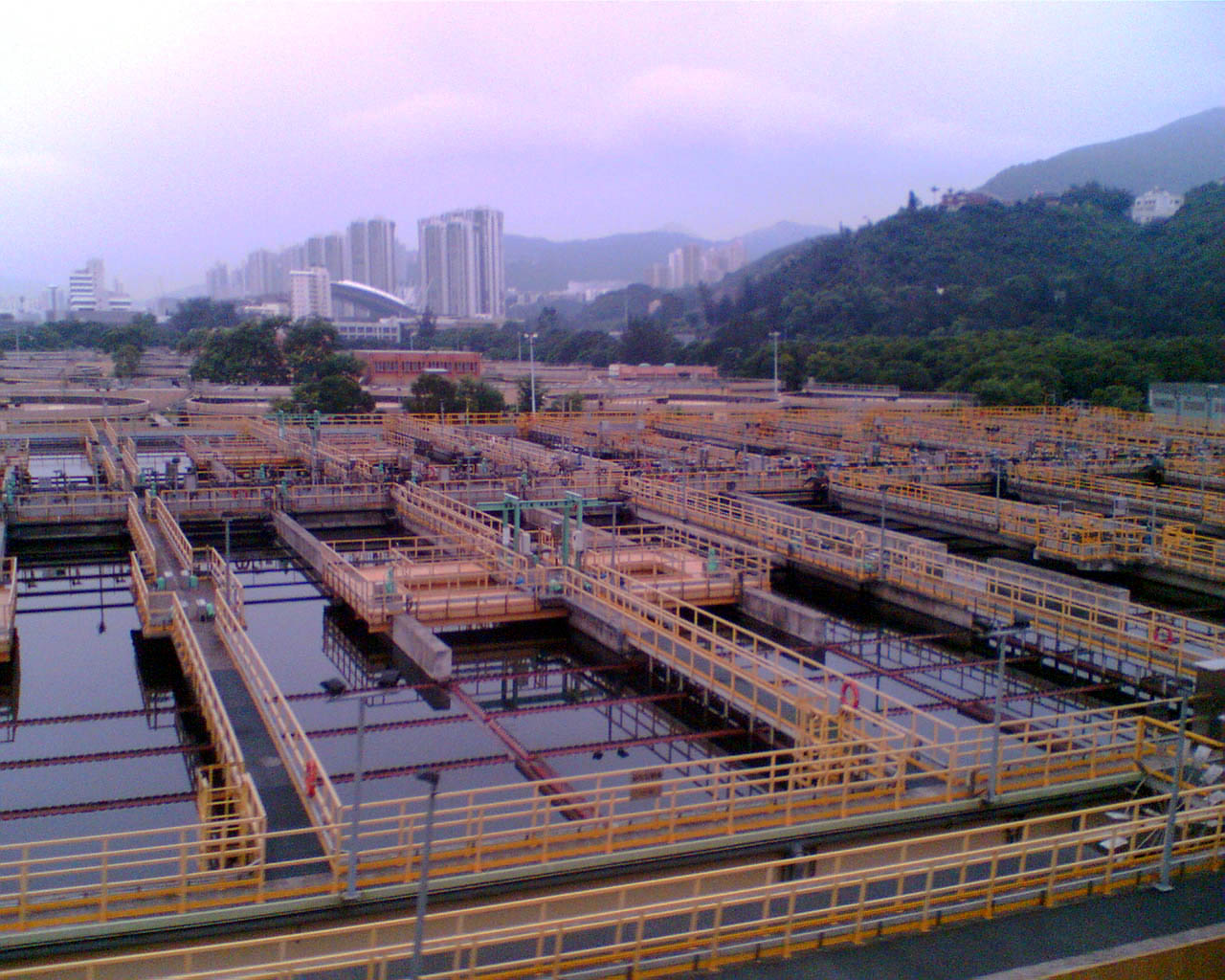
Stația de epurare a apelor orașului Hong Kong (China).
Stațiile de epurare care elimină substanțele poluante din ape, înainte de restituirea lor în circuitul natural constituie cele mai importante lucrări de gospodărire a calității apelor. http://civcal.media.hku.hk/sewage/shatin/_aerial.htm

Eliminarea unor substanțe străine și conducerea lor spre zonele lor de vărsare constituie o funcțiune naturală a cursurilor de apă, fiind o parte din circuitul apei în natură. Pe de altă parte, cursurile de apă au o capacitate naturală de eliminare a unora din substanțele străine care intră în ele, în special a unora din substanțele organice, care se descompun în timp. Această capacitate este numită capacitate de autoepurare. Aceste capacități naturale sunt însă limitate și există multe zone în care cantitatea de materiale care intră în apă depășește cu mult aceste limite. Nu toate substanțele străine care intră în ape sunt datorate activității umane; există și zone în care aceste substanțe provin din procese naturale, de exemplu din izvoare puternic mineralizate. De asemenea, cantitățile de materiale care sunt acceptabile sunt adeseori determinate de modul în care este utilizată apa râurilor.
Cu toate acestea, ca urmare a dezvoltării economice și sociale, menținerea calității resurselor de apă a devenit din ce în ce mai importantă. Cantitățile de deșeuri produse de activitățile umane sunt din ce în ce mai mari și o parte însemnată a acestora ajunge în cursurile de apă, dacă nu se iau măsuri corespunzătoare. În general se face o distincție între;
- combaterea a poluării permanente, pentru care soluția aplicată de cele mai multe ori este eliminarea substanțelor poluante prin stații de epurare;
- combaterea poluărilor accidentale, pentru care soluția aplicată de cele mai multe ori este mărirea gradului de siguranță al folosințelor care produc poluările accidentale.

Este de remarcat că poluările accidentale pot apărea din motive complet independente de utilizarea apelor. Un exemplu îl constituie accidentele rutiere în cursul cărora se pot deversa în cursurile de apă importante cantități de substanțe nocive care erau transportate. În asemenea cazuri, rectificarea drumului pentru eliminarea unei porțiuni de traseu periculoase sau interzicerea transportului anumitor substanțe de drumul respectiv trebuie considerate de asemenea lucrări de gospodărire a calității apelor.
Deoarece pe de o parte efectele acestor mijloace de gospodărire a apelor se resimt asupra cursului de apă, iar pe de altă parte aceste efecte sunt interdependente, gospodărirea apelor curgătoare de suprafață poate fi făcută doar pe bazine hidrografice, pentru a putea ține seama de ansamblul acestor efecte și interdepențe,

Restaurarea zonelor umede din valea râului Kissimmee în statul Florida (Statele Unite ale Americii).
Râul Kissimmee a fost regularizat în perioada 1962 – 1971 pentru a preveni inundațiile periodice ale luncii. În 1992 au început lucrările de restaurare a zonelor umede. În fotografie se vede atât cursul de apă regularizat, cât și zonele învecinate care au fost readuse în regim de inundabilitate.

### Gospodărirea apelor stătătoare de suprafață.
Gospodărirea apelor stătătoare de suprafață se ocupă de apele din lacuri,
bălți și alte zone cu exces de umiditate; unii specialiști consideră că în domeniul de preocupări al acestei discipline trebuie incluse și mările închise, care nu au legătură cu oceanul planetar cum sunt de exemplu Marea Caspică sau Marea Aral. Alimentarea acestor corpuri de apă fiind realizată în cea mai mare parte prin cursuri de apă, această ramură nu poate fi complet separată de gospodărirea apelor curgătoare de suprafață, multe din lucrările și măsurile discutate anterior fiind aplicabile și pentru apele stătătoare. 
Gospodărirea apelor stătătoare se concentrează asupra proceselor care au loc în lacuri și bălți și care sunt specifice acestor forme ale apei. De exemplu, unele fenomene, cum ar fi stratificarea termică a apei, care au o influență redusă în gospodărirea apelor curgătoare, pot fi mult mai importante pentru lacuri. 
Multă vreme zonele mlăștinoase erau considerate improprii pentru activități economice productive și făceau obiectul unor proiecte de desecare și ameliorare, care să asigure aducerea lor în circuitul productiv. În prezent, acest punct de vedere a fost modificat și importanța ecologică deosebită a acestor zone a fost recunoscută. De aceea, în prezent, acțiuni cum sunt menținerea și protecția zonelor cu exces de umiditate sau restaurarea lor (adeseori prin revenirea la situația anterioară executării lucrărilor de desecare) au devenit obiective majore ale acestei ramuri a gospodăririi apelor. Există însă și o interdependență cu apele subterane din vecinătate și, în general, cu mediul subteran limitrof al lacurilor și bălților, care face obiectul preocupărilor gospodăririi apelor stătătoare.
Pe de altă parte, vegetația din unele zonele umede, cum sunt diferite forme de stufăriș, au un efect pozitiv asupra calității apelor. Aceste plante extrag din apă unele substanțe poluante. În multe zone de coastă, vegetația din zonele umede are un efect de protecție a litoralului de efectele negative ale mării sau oceanelor. Gospodărirea apelor are ca obiect și crearea artificială a unor zone umede pentru a genera pe cale naturală asemenea efecte.
Deoarece evacuarea apelor din zonele stătătoare se face mai mult prin evaporație și infiltrații, în multe din aceste zone se constată o acumulare de substanțe, care nu mai pot fi evacuate. De aceea, gospodărirea calității apelor în aceste ape capătă o importanță deosebită. De asemenea procesele biologice din apele stătătoare au o amploare mai mare decât în apele curgătoare. Creșterea conținutului de substanțe nutritive poate determina dezvoltarea excesivă a anumitor alge sau altor plante acvatice, care la rândul lor influențează întregul ecosistem acvatic și pot genera noi procese biologice. Gospodărirea calității apelor stătătoare are în vedere ansamblul de lucrări și de măsuri necesare pentru a menține sub control aceste fenomene și, dacă este posibil, restaurarea corpurilor de apă și revenirea la situațiile anterioare deteriorării calității.

Podul de la Mărăcineni pe râul Buzău, (România).
Podul de la Mărăcineni a fost distrus prin eroziunea provocată ca urmare a exploatării excesive a balastului din albie. Măsurile de gospodărire a debitelor solide servesc la prevenirea unor asemenea accidente.

### Gospodărirea debitelor solide
Gospodărirea debitelor solide are drept obiect materialele solide antrenate de apă. Această ramură se ocupă de influențarea tuturor proceselor legate de aluviuni, cum sunt cele de formare a debitelor solide pe versanți, de morfologie a albiilor, de utilizare a materialelor solide din albii și altele. Unele din caracteristicile calitative ale apelor cum sunt conținutul în materiale în suspensie și turbiditatea sunt și parametrii de calitate a apelor, astfel încât între gospodărirea apelor de suprafață și gospodărirea debitelor solide există unele suprapuneri. 
În analizele debitelor solide trebuie avut în vedere că râurile au o anumită capacitate de transport a aluviunilor, capacitate care variază de la un sector la altul funcție de caracteristicile albiei. Dacă, pe un anumit sector al râului, aluviunile aduse din amonte depășesc capacitatea de transport solid, excesul de aluviuni se depune, determinând ridicări ale fundului albiei; acest proces este denumit colmatare. Invers, în situațiile în care râurile cu albii în materiale aluvionare nu sunt alimentate cu aluviuni suficiente din amonte, aceste râuri vor antrena din albie materiale solide până la acoperirea capacității de transport, ducând la eroziuni. În plus, capacitatea de transport solid depinde de debitele râurilor, fiind, în general, cu atât mai mare cu cât debitul este mai mare. Drept urmare, albiile râurilor se colmatează la debite mici și se erodează la debite mari, în special în cazul viiturilor. 
Aluviunile aduse de râuri au și un rol util. Ele sunt frecvent utilizate ca balast, pentru diferite lucrări de construcții, aluviunile aduse de râu alimentând cu noi materiale zonele de extragere, denumite balastiere. Printr-o gospodărire corespunzătoare a debitelor solide se poate ajunge la o menținere a echilibrului natural, astfel încât să nu se producă nici depuneri nici eroziuni excesive. Acțiuni iraționale, cum ar fi exploatarea excesivă de material aluvionar poate însă genera efecte nedorite, în general eroziuni al albiei, care să pericliteze diferitele construcții din albii sau riverane. Alte efecte negative apar în situațiile în care albiile râurilor sunt barate, fie pentru a permite captarea apei, fie pentru realizarea unui lac de acumulare. Indiferent de scopul lor, lucrările de barare a albiilor reduc vitezele de scurgere și, ca urmare, reduc și capacitățile de transport solid, determinând depuneri de materiale solide în amonte de baraje. Lucrări corespunzătoare de acționare asupra debitelor solide, cum ar fi realizarea unor șenale de spălare a aluviunilor pot atenua aceste efecte, deși eliminarea lor totală nu este posibilă decât în cazuri cu totul particulare.
O problemă aparte este cea a stabilității albiilor. Adeseori, râurile care curg în materiale aluvionare își modifică cursul. Aceste modificări pot fi relativ reduse, de exemplu cele provocate  prin erodarea locală a malurilor sau pot fi de mare amploare, ducând la formarea unor albii cu totul noi. Asemenea modificări sunt determinate uneori și de fenomenul de meandrare, cursul râurilor fiind șerpuit și formând meandre care se dezvoltă în timp, devenind din ce în ce mai pronunțate până în momentul în care ating un regim de instabilitate; în acest moment, râurile ajung să taie cotul care formează meandrul respectiv, dar, pentru a ajunge iar într-o stare de echilibru, creează un nou meandru în amonte sau în aval. Instabilitatea este de obicei mai pronunțată la debite mari, când și vitezele de scurgere ale apei cresc. De aceea, multe din fenomenele de instabilitate se manifestă în perioadele de viitură. Problemele de instabilitate pot fi stăpânite fie acționând asupra regimului debitelor lichide, reducând debitele mari în timpul cărora albiile au tendințe accentuate de a-și modifica cursul fie prin lucrări de consolidare a albiilor.

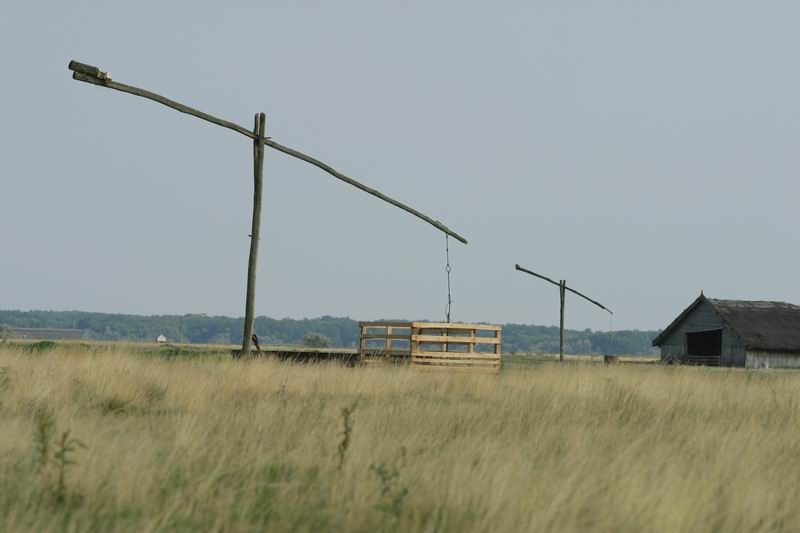
Puț cu cumpănă (Ungaria).
Puțurile cu cumpănă sau cu roată sunt cele mai vechi instalații utilizate de om pentru extragerea apelor subterane. În prezent sunt din ce în ce mai puțin folosite, atât din cauza introducerii unor stații de pompare automate, căt și din cauza poluării apelor freatice, care impune extragerea apei din straturi mai adânci. Cu toate avantajele lor, instalațiile moderne sunt însă lipsite de farmecul vechilor puțuri cu cumpănă.

## Gospodărirea apelor subterane
Gospodărirea apelor subterane are drept obiect toate formele de ape subterane, care se scurg sub nivelul solului. La rândul ei, aceasta poate fi împărțită în:
- gospodărirea apelor freatice,
- gospodărirea apelor subterane de profunzime.

### Gospodărirea apelor freatice
Gospodărirea apelor freatice se ocupă de apele subterane de mică adâncime, în care majoritatea fenomenelor de scurgere au loc cu nivel liber și care sunt mai strâns legate de apele de suprafață. Deși apele subterane se scurg și ele, vitezele de scurgere sunt mult mai mici, iar straturile subterane constituie și rezervoare în care apa se acumulează. De aceea, încă din cele mai vechi timpuri, oamenii au utilizat puțuri care să le permită să extragă apele freatice pentru diferite folosințe. Rezervoarele subterane și posibilitățile lor naturale de împrospătare sunt de limitate. De aceea, dacă resursele de apă subterane sunt suprasolicitare, se ajunge la o scădere a nivelului apelor subterane având ca efect secarea puțurilor mai puțin adânci. Gospodărirea apelor freatice urmărește menținerea echilibrului natural al straturilor acvifere precum și soluții de sporire a alimentării straturilor subterane prin metode ca reîmprospătarea artificială a straturilor subterane.
Deoarece în cursul proceselor de infiltrare, apele antrenează diferite substanțe poluante de la suprafața solului aceste substanțe fie ajung în apele freatice, fie se depun în solurile care constituie straturile acvifere sau în cele de deasupra lor. Ca urmare are loc o deteriorare a calității apelor subterane, care le face improprii folosirii. Fenomenul se produce pentru toate formele de apă subterană, dar este deosebit de intens pentru apele freatice, tocmai din cauza adâncimilor reduse la care se află. Acest proces poate ajunge atât de intens încât să devină ireversibil. O sursă de poluare a apelor subterane o constituie și pierderile din conducte și rezervoare îngropate, care conțin lichide poluante. Apele freatice din subteranul marilor aglomerații urbane sunt practic peste tot inutilizabile. Adeseori, solurile de la suprafață sunt atât de murdărite, încât singura soluție este îndepărtarea lor și înlocuirea lor cu soluri proaspete, soluție inerent aplicabilă numai pe suprafețe relativ reduse.
Groundwater: Resource Evaluation, Augmentation, Contamination, Restoration, Modeling and Management

### Gospodărirea apelor subterane de profunzime

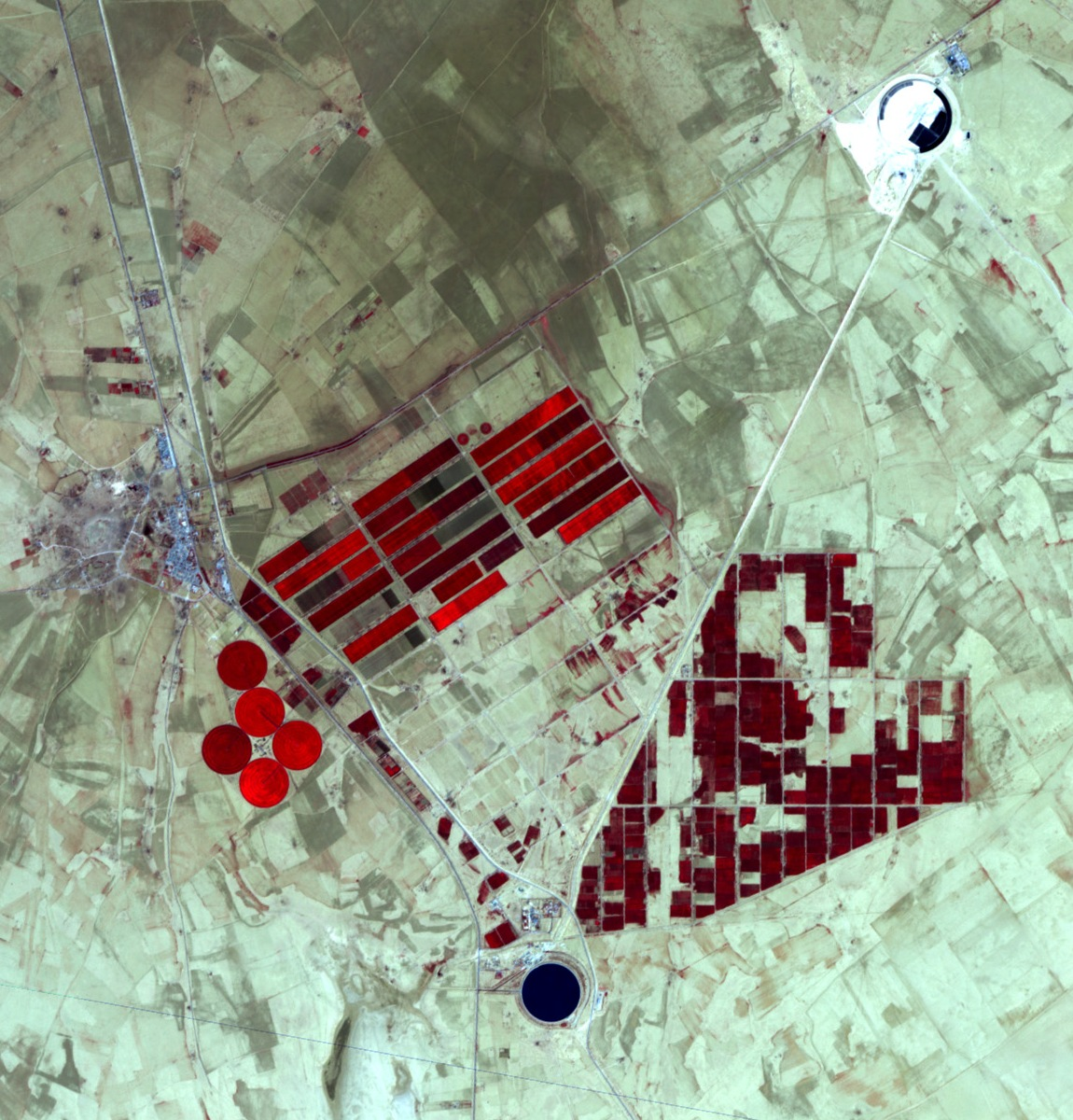
Vedere satelit a Rezervorului Omar Mukhtar de pe Marele Râu Artificial (Libia).
Proiectul Marele Râu Artificial este lucrarea cea mai amplă de utilizare a rezervelor de apă fosilă; sistemul captează apele fosile înmagazinate sub deșertul Sahara și le utilizează pentru irigarea terenurilor agricole din oaze artificiale sau pentru alimentarea cu apă a orașelor.

Gospodărirea apelor subterane de profunzime se ocupă de apele subterane care sunt înmagazinate la adâncimi mai importante sub suprafața solului, fiind mai puțin legate de apele de suprafață și unde majoritatea fenomenelor de scurgere au loc sub presiune. Multe din problemele expuse pentru gospodărirea apelor freatice sunt aplicabile și pentru apele de profunzime. 
În sfera de preocupări ale gospodăririi apelor de profunzime intră și utilizarea rezervelor de apă fosilă. Ritmul de reîmprospătare a acestora fiind practic neglijabil, aceste ape trebuie considerate ca un zăcământ mineral care este exploatat, oarecum similar petrolului, apa fiind extrasă până la epuizarea zăcământului.
Tot în domeniul apelor de adâncime se poate încadra gospodărirea apelor din zonele cu fenomene carstice, cum sunt peșterile sau alte cavități subterane. Un caz aparte îl constituie apele minerale, care au un anumit conținut natural de săruri sau substanțe gazoase, care le fac proprii pentru folosire în scopuri medicinale sau pentru alimentație. Deoarece valoarea acestor ape minerale este determinată tocmai de caracteristicile lor calitative, menținerea acestor caracteristici este de importanță deosebită pentru comercializarea lor. Pentru apele minerale, gospodărirea apelor subterane de adâncime se preocupă de eliminarea oricăror acțiuni sau măsuri care ar putea modifica aceste caracteristici calitative. 
Unele ape subterane de adâncime sunt ape termale, a căror temperatură este mai ridicată din cauza intrării lor în contact cu straturi geologice, adeseori de natură vulcanică, în care sunt încălzite. Dacă aceste ape au și un conținut de săruri care le conferă proprietăți curative, ele sunt tratate drept ape minerale. Există însă cazuri în care apele termale sunt utilizate în instalații de încălzire. În legătură cu apele termale, gospodărirea apelor subterane de adâncime nu se ocupă doar de utilizarea lor, ci are ca obiect și realizarea de sisteme artificiale, prin care apa de la suprafață este condusă artificial până în straturile geologice calde, unde i se ridică temperatura, după care este readusă la suprafața solului și utilizată.

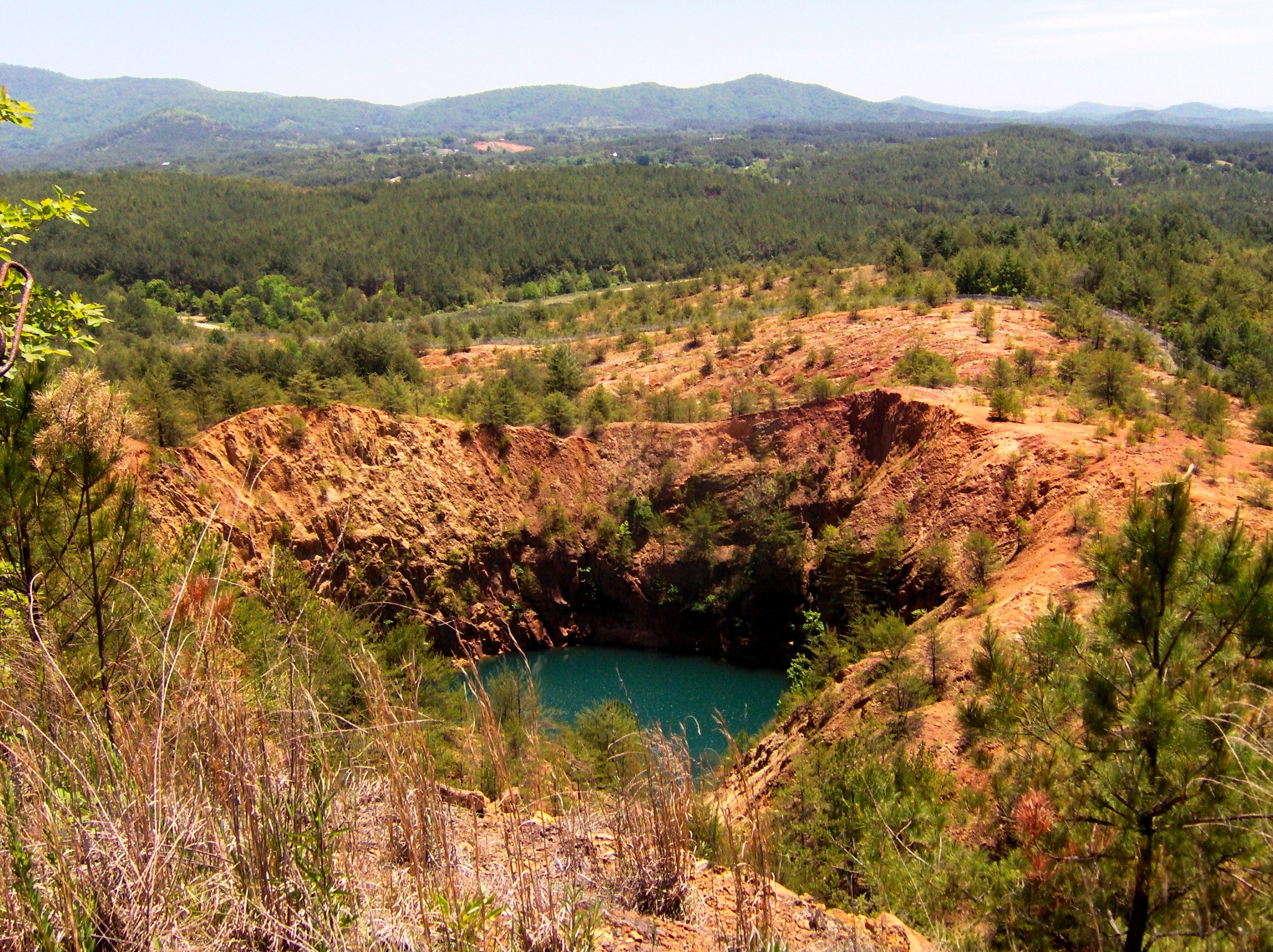
Prăbușire de teren în zona Ducktown, Tennessee, (SUA).
Exploatarea rezervelor din subteran au determinat formarea unor caverne care, în timp s-au prăbușit, formând depresiuni la suprafața solului.

În domeniul combaterii acțiunilor dăunătoare, adeseori provocate prin acțiuni antropogene, se pot încadra măsurile de prevenire a prăbușirilor de teren ca urmare a extragerii de materiale din subteran. Unele extrageri de apă sau alte lichide din straturile subterane, fără reîmprospătarea lor, lasă în subteran goluri, care ajung în situații nestabile, fiind umplute din straturile de deasupra, prin tasare, fenomenul propagându-se până la suprafața solului, ducând la producerera de adâncituri. Asemenea procese pot avea și cauze naturale, dacă materialul fin din sol este spălat prin acțiunea mecanică a apei sau prin dizolvare astfel încât rămân goluri prea mari care, de asemenea, se umple prin prăbușiri. 
Alteori, apa este utilizată în subteran pentru acțiuni miniere, de exemplu, pentru extragerea de sare prin dizolvarea zăcămintelor de sare și conducerea saramurii rezultate până la punctele de prelucrare. Acest proces lasă în subteran mari caverne, care în multe cazuri se prăbușesc, formând depresiuni la suprafața solului. Asemenea procese pot apărea din cauze naturale, un exemplu frecvent fiind cel al ponoarelor din zonele carstice, formate din prăbușirea unor peșteri.

## Gospodărirea apelor oceanice și maritime

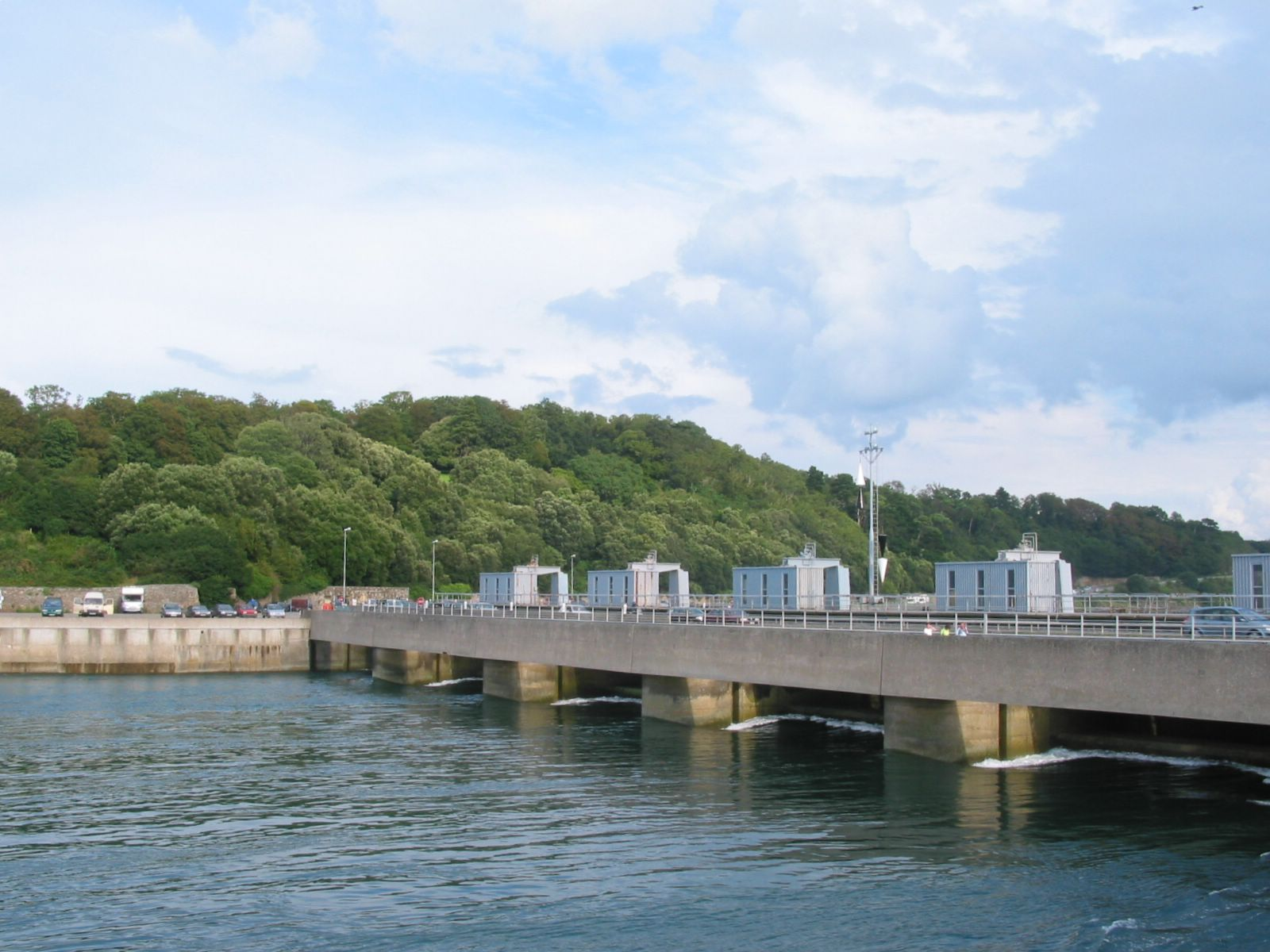
Centrala maremotrice Rance (Franța).
Centrala Rance reprezintă unica centrală hidroelectrică realizată până in prezent pentru utilizarea energiei mareelor.

Gospodărirea apelor oceanice și maritime are drept obiect apele existente în mări și oceane. Chiar dacă nu ar fi decât din cauza proporțiilor oceanului planetar, luarea unor măsuri sau executarea unor lucrări care să aibă influențe pe zone largi ale acestui ocean este dificilă. Proiecte cum este cel de barare a strâmtorii Bering pentru a influența curenții de apă din oceanul Pacific, nu au depășit niciodată stadiul de propuneri de principiu și există puține șanse ca ele să fie realizate vreodată. În prezent, gospodărirea apelor oceanice și maritime se limitează în special la zonele litorale, având ca obiect lucrări cum ar fi:
- utilizarea energiei mareelor;
- apărarea unor terenuri de efectele apelor oceanice sau recuperarea de terenuri situate sub nivelul mării;
- împiedecarea intruziei de apă de mare spre interiorul litoralului;
- controlarea eroziunii marine;
- amenajarea și protejarea zonelor de mangrove, zone litorale aflate subinfluența mareelor.
- protecția recifelor de corali și a altor zone subacvative.

Eșuarea petrolierului Exxon Valdez pe coastele din Alaska, (Statele Unite ale Americii).
Eșuarea petrolierului Exxon Valdez în 1989 și vărsarea a peste 100.000 m3 de țiței în ocean a provocat una din cele mai grave poluări accidentale. Fotografia arată vasul eșuat și arcul plutitor din jur instalat pentru a evita împrăștierea țițeiului.

În ceea ce privește protecția mărilor și oceanelor împotriva poluării acestea nu se limitează doar la poluările datorate evacuării de deșeuri de pe litoral ci se referă și la poluările nepermanente provocate de nave, fie în cazuri de accidente, fie prin evacuarea voită a unor substanțe nocive, de obicei a unor produce petroliere. Multe din cazurile de asemenea poluări sunt cauzate de spălarea rezervoarelor de combustibil ale navelor; deoarece se produc în largul mării, urmărirea cazurilor de poluare și depistarea vinovaților este dificilă.
Protecția calității mărilor și oceanelor impune adesea măsuri care nu sunt de natură hidrotehnică. Astfel, pentru a reduce riscul de deversare de produse petroliere în caz de accidente navale, s-au realizat nave cu cală dublă, generalizarea utilizării lor urmând să devină obligatorie. Pe de altă parte, gospodărirea apelor oceanice și maritime se ocupă și de măsurile de curățare după ce accidentele se produc. Pentru acțiunile din largul mării, se utilizează diferite tipuri de nave care să extragă reziduurile din rezervoarele navelor avariate sau din apa oceanelor. În plus există diferite măsuri de curățire a coastelor pentru situațiile în care reziduurile petroliere sunt împinse spre țărm de curenți.
Există acțiuni dăunătoare ale apelor oceanelor care sunt greu dacă nu imposibil de prevenit. În această categorie intră:
- uraganele sau taifunurile, a căror apariție este generată de încălzirea puternică a apelor oceanului în zonele tropicale;
- tsunamiurile care sunt unde generate de cutremurile submarine care se propagă la suprafața oceanelor.

Încercările făcute de a acționa direct asupra uraganelor nu au dat rezultate promițătoare și cercetările în acest sens sunt, în prezent, practic sistate. De aceea, pentru reducerea pagubelor și, în special, pentru salvarea de vieți omenești sistemele de avertizare și alarmare sunt de importanță deosebită.

## Gospodărirea apelor ghețarilor și zăpezilor

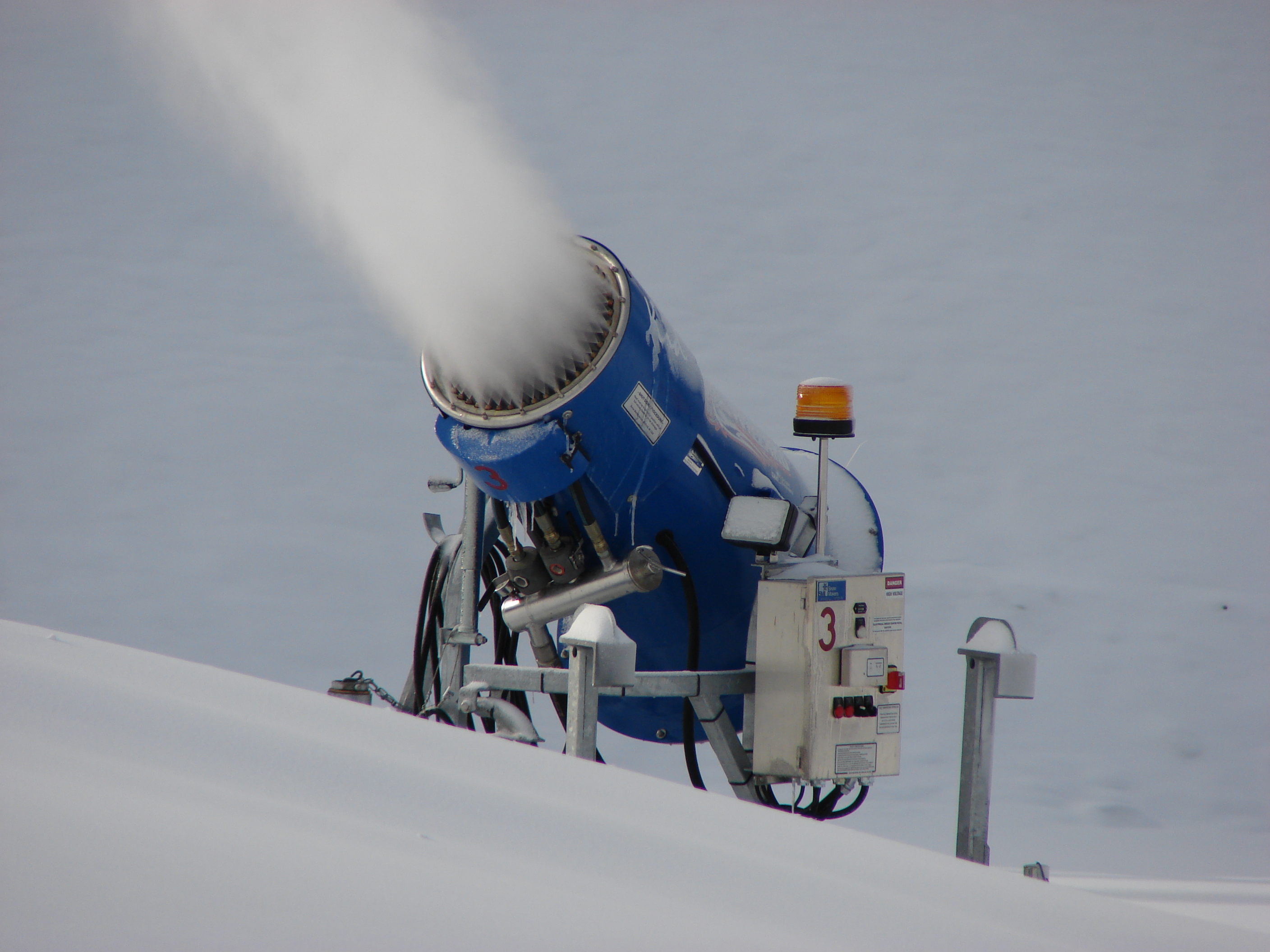
Instalație de înzăpezire artificială. (Canada).
Instalațiile sunt utilizate pentru crearea unor straturi de zăpadă, în cazurile în care precipitațiile naturale sunt insuficiente. Ele au devenit esențiale pentru stațiunile de sporturi de iarnă.

Gospodărirea ghețarilor și zăpezilor are ca obiect resursele de apă de la suprafața solului, care sunt în stare solidă, fie sub formă de gheață, fie sub formă de zăpadă. 
Utilizările directe a apei în formă solidă (gheață, zăpadă) sunt relativ reduse. De aceea, nici gospodărirea ghețarilor și zăpezilor nu are largi aplicații. Utilizările cele mai cunoscute ale zăpezii sunt sportul și agrementul. Indiferent dacă sunt practicate pentru performanță sau pentru agrement, majoritatea sporturilor de iarnă au nevoie de existența unui strat de zăpadă și, de aceea, sunt dependente de condițiile meteorologice. Pentru eliminarea acestei dependențe și a face posibilă practicarea lor și atunci când, în condiții naturale, nu ar exista un strat corespunzător de zăpadă, există diferite tipuri de instalații care permit înzăpezirea artificială a pârtiilor de sporturi de iarnă. Importanța economică a acestor sisteme este însemnată, deoarece permite prelungirea sensibilă a duratei sezonului de vârf în stațiunile montane.
Ca urmare a topirii, apele zăpezilor și ghețarilor alimentează cursurile de apă. Influențarea ritmului de topire reprezintă un mod de a regla debitele râurilor din aval. O categorie de măsuri cum ar fi acoperirea lor cu un strat de cărbune sau alte materiale de culoare închisă care să rețină căldura razelor solare, în loc de a o reflecta ca o suprafață albă, pot avea ca efect accelerarea efectului topirii zăpezii. Asemenea măsuri au fost experimentate în zonele cu climat musonic, în scopul de a obține o sporire a debitelor râurilor în perioada secetoasă dinainte de apariția musonului. Chiar fără a influența ritmul de topire a zăpezilor, cunoașterea straturilor de zăpadă și a evoluției lor permite o prognoză a debitelor. Există zone unde se adaptează cerințele de apă ale folosințelor la această prognoză, de exemplu, prin irigații de aprovizionare, care să utilizeze apele scurse înainte ca debitele să scadă după topirea integrală a stratului de zăpadă.

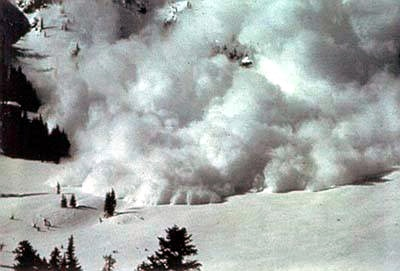
Avalanșă în munții Alpi.
Avalanșele constituie cel mai frecvent fenomen cu acțiuni dăunătoare provocat de depunerile de zăpadă. Lucrările de gospodărire a ghețarilor și zăpezilor cuprind atât sisteme de avertizare cât și lucrări de deviere a avalanșelor.

În domeniul prevenirii acțiunilor dăunătoare ale apei în formă solidă, o activitate foarte curentă este cea de prevenire și combatere a avalanșelor, în cursul cărora mari mase de zăpadă acumulate pe versanții munților își pierd starea de echilibru și se pun în mișcare, provocând mari distrugeri în calea lor. Cele mai simple metode de diminuare a pagubelor sunt avertizările de avalanșe. Există însă și construcții care pot fi realizate pentru devierea avalanșelor sau dispoziții constructive care să permită construcțiilor să reziste efectelor avalanșelor.

## Gospodărirea apelor în cadrul folosințelor
Gospodărirea apelor în cadrul folosințelor are ca obiect resursele de apă după prelevarea lor din ciclul natural pentru diferite întrebuințări până în momentul restituirii lor în alt punct al ciclului natural. Inițial, gospodărirea apelor se limita doar analiza modalităților de satisfacere a cerințelor sau de evacuare a dejecțiilor, având un rol preponderent reactiv, în care cerințele folosințelor erau doar în mică măsură puse în discuție. Pe măsură ce gradul de solicitare a resurselor de apă a crescut, au apărut preocupări din ce în ce mai mari legate de procesele care au loc în cadrul folosințelor, având drept obiect reducerea atât a cantităților de apă consumate de folosințe cât și a substanțelor poluante evacuate de aceste folosințe. Gospodărirea apelor pentru folosințe se ocupă astfel de modalitățile de reducere a pierderilor de apă din sistemele de alimentare cu apă ale folosințelor. Obiectul ei nu se limitează însă la circuitele de apă ale folosințelor, ci se extinde și asupra tehnologiilor de producție, căutând să le identifice pe cele care au nevoie de apă mai puțină sau care produc mai puține deșeuri. Mai mult, ea studiază comportamentele umane și modul de a induce comportamente care să reducă consumurile de apă; un exemplu clasic de a ilustra aceste preocupări ale gospodăririi apelor este cel legat de utilizarea dușurilor în locul băilor pentru curățenia corporală ca mijloc de reducere a consumului de apă. În domeniul industrial, un mijloc frecvent de a reduce consumurile de apă îl constituie recircularea apei (folosirea apei în circuit închis). 
În privința gospodăririi calității apelor, analiza surselor de poluare în cadrul folosințelor pot duce la soluții eficiente. Soluția radicală este de a elimina complet evacuarea în ape a unor substanțe poluante sau greu degradabile. Există multe cazuri în care s-a impus renunțarea la anumite produse care degradau calitatea apelor; un exemplu în acest sens este înlocuirea detergenților nedegradabili (care în prezent sunt practic interziși) cu detergenți degradabili. Totuși, deoarece numărul substanțelor poluante este din ce în ce mai mare, în multe cazuri aceste substanțe provin numai dintr-un număr redus de surse. Totuși odată deversate în canalizări ele ajung să polueze cantități din ce în ce mai mari de apă, chiar dacă aceasta înseamnă o diluție, adică o reducere a concentrației. Eliminarea acestor substanțe impune tratarea întregii cantități de apă cu procese corespunzătoare substanței poluante respective; printr-o gospodărire corespunzătoare la folosințe, tratările se pot limita doar la apele care provin de la punctele de poluare. Identificarea unor asemenea soluții impune însă a analiză de detaliu a circuitului fiecărei substanțe poluante în parte.

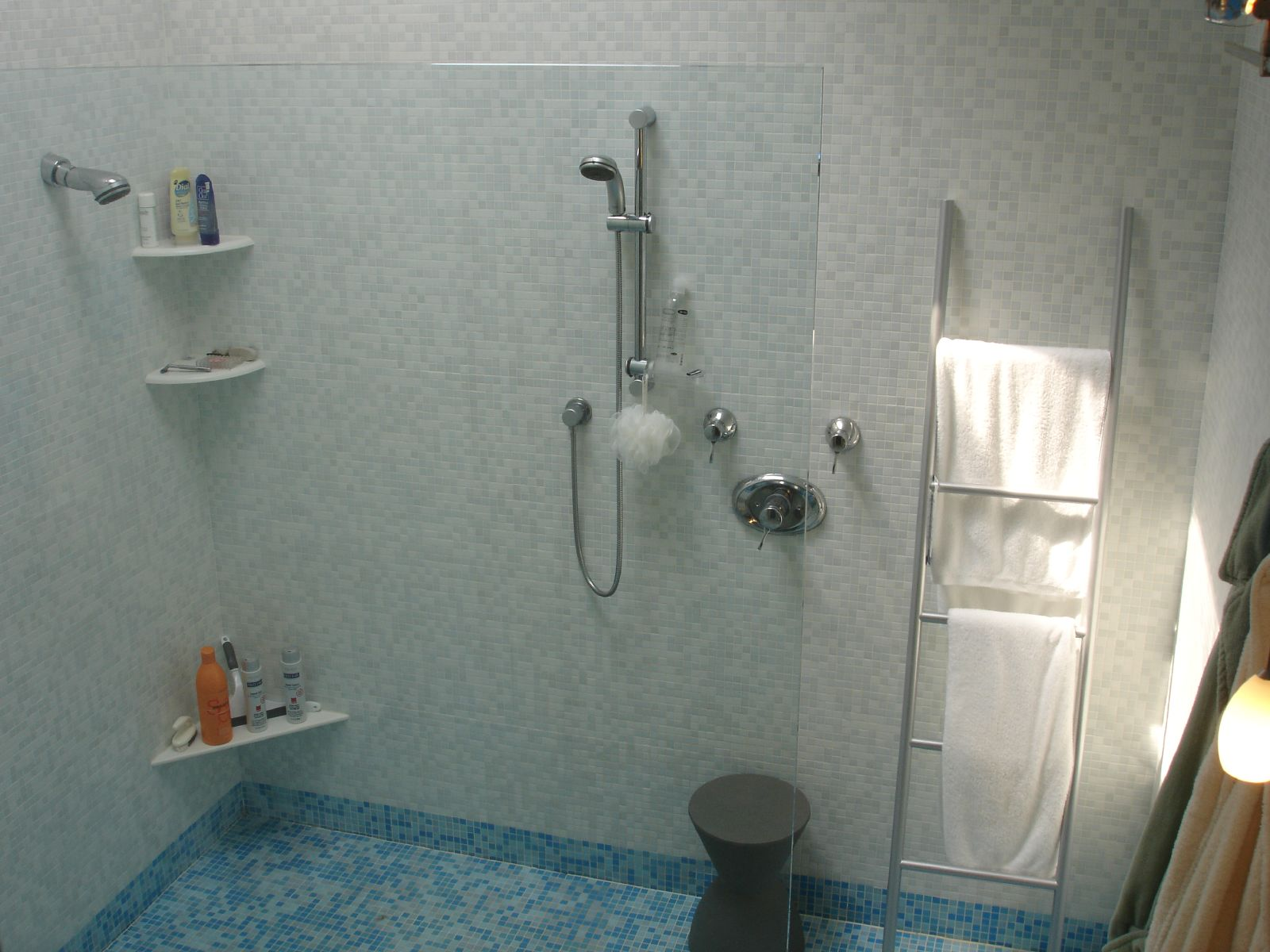
Cameră de baie.
Un obiectiv important al gospodăririi apelor în cadrul folosințelor îl constituie reducerea consumului de apă. În locuințe, înlocuirea băilor cu dușuri duce la importante economii de apă.

Pe lângă poluările de tip permanent sau semipermanent expuse anterior, apar și poluări care au un caracter accidental, adeseori datorate defecțiunilor în funcționarea stațiilor de epurare a apelor sau prin ruperea unor instalații de reținere a apelor, cum sunt iazurile de decantare de la diferite operații miniere. Gospodărirea apelor în cadrul folosințelor are ca obiect și măsurile de sporire a siguranței de funcționare ale diferitelor instalații precum și cele de reducere a efectului poluant în cazuri de accidente, de exemplu, prin realizarea unor rezervoare unde să se acumuleze apele care nu pot fi tratate. Aceste măsuri privesc însă și posibilitățile de oprire rapidă a instalațiilor care produc substanțele poluante.
Gospodărirea apelor în cadrul folosințelor se ocupă și de sistemele de recirculare a apei, în cadrul cărora apele folosite, sunt epurate și apoi reintroduce în circuitul de alimentare a folosințelor.

## Legătura cu alte discipline.
Există diferite alte discipline tehnice care sunt legate de gospodărirea apelor. Toate dintre ele au apa drept obiect și de aceea, diferențierile dintre aceste discipline nu sunt foarte totdeauna bine înțelese de nespecialiști, care adesea le utilizează în mod incorect.
Hidrologia este o ramură a științelor pământului care se ocupă cu studiul mișcării la suprafața pământului, cu distribuția ei în timp și în spațiu precum și de caracteristicile și acțiunile fizice, chimice și biologice. Deși pune la dispoziție informații de bază esențiale diferitor activități umane, multe dintre ele cu caracter tehnic, hidrologia este o disciplină geografică și nu una tehnică, obiectul ei fiind mediul natural și cu lucrările de modificare a mediului.  
Hidrotehnica este o ramură a construcțiilor care se ocupă de construcțiile legate de ape. Este evident că acestea sunt elemente care realizează măsurile structurale de gospodărire a apelor. Hidrotehnica se ocupă însă în primul rând de construcțiile în sine, pe când în gospodărirea apelor preocuparea majoră este cea a funcțiunilor tehnologice și a efectelor acestor construcții. Diferențierea poate fi ilustrată considerând un proiect de baraj care realizează un lac de acumulare: elementul hidrotehnic al proiectului este barajul, structura care realizează lacul, pe când elementul de gospodărire a apelor este lacul de acumulare. 
Hidroenergetica este acea ramură a energeticii care se ocupă de tehnologia transformării energiei hidraulice în energie electrică și, uneori, în energie mecanică. Pe lângă domeniile specifice energeticii, cum sunt cele legate de definirea rolului centralelor hidroelectrice în cadrul sistemelor energetice, există și altele cum sunt cele legate de exploatarea părții hidraulice a centralelor hidroelectrice în care suprapunerile cu gospodărirea apelor sunt numeroase. Diferențierea majoră constă în faptul că hidroenergetica are ca obiect produsul final, energia, pe când gospodărirea apelor se ocupă de elementul primar, apa.
Îmbunătățirile funciare sau „hidroameliorațiile” sunt o ramură a agronomiei care se ocupă îmbunătățirea condițiilor de cultură agricolă prin modificarea regimului apelor pe terenurile cultivate. Diferențierea majoră constă în faptul că îmbunătățirile funciare au ca obiect terenul agricol, pe când, ca și în cazul anterior, gospodărirea apelor are ca obiect apa. Diferențierea poate fi ilustrată considerând proiectul unei îndiguiri, care apără de inundații terenuri agricole. Stând pe dig, inginerul de îmbunutățiri funciare privește spre interiorul incintei îndiguite și este interesat de procesele care au loc în interiorul incintei pe când specialistul în gospodărirea apelor privește spre exteriorul incintei și interesul său major sunt procesele care au loc în albia râului. Mai intervine și inginerul hidrotehnician care este preocupat doar de digul în sine, nu de procesele din jur.
În mod similar, apar corelații cu disciplinele specifice altor folosințe ale apelor, cum sunt alimentările cu apă și canalizările, navigația, piscicultura și altele, care au de asemenea ca obiect apa, dar în care atenția este concentrată asupra modului de utilizare a apei și nu asupra sursei de apă. 
Aceste discipline au apărut, ca urmare a dezvoltării tehnicii, care a condus la creșterea numărului de cunoștințe, astfel încât un singur specialist să poată greu să cuprindă totalitatea cunoștințelor din domeniile tradiționale ale tehnicii. Ele nu trebuie însă privite în opoziție, realizarea practică a unor acțiuni sau lucrări legate de ape necesitând o colaborare a specialiștilor din diferitele discipline înrudite.